# کید (لوئیزیانا)
کید (به انگلیسی: Cade) شهری در ایالت لوئیزیانا کشور ایالات متحده آمریکا است که جمعیت آن در سرشماری سال ۲۰۱۰ میلادی، ۱٬۷۲۳ نفر بوده‌است.